# Street Football - La compagnia dei Celestini
La compagnia dei Celestini, rinominata a partire dalla seconda stagione Street Football, è una serie televisiva a cartoni animati prodotta nel 2005 dalla de Mas & Partners, con la collaborazione di Rai Fiction, France 3, Télé Images Kids, Agogo Media. La serie è composta da quattro stagioni da 26 episodi per un totale di 104 episodi. In Italia è andata in onda su Rai Due: la prima stagione il 24 novembre 2005, la seconda stagione il 9 giugno 2008 (in occasione degli europei di calcio) e la terza stagione il 14 giugno 2010 (in occasione dei mondiali di calcio). La quarta stagione è stata distribuita come esclusiva da RaiPlay il 1 Aprile 2022. Della serie esiste inoltre uno spin-off, intitolato Extreme Football, andata in onda su Rai 2 dal 9 giugno 2014 (in occasione dei mondiali di calcio).
Questo cartone animato è liberamente ispirato al libro di Stefano Benni La Compagnia dei Celestini. Il nome della serie è stato cambiato in Street Football a partire dalla seconda stagione per poter migliorare lo sfruttamento del marchio. La sigla della prima stagione è stata composta, cantata e suonata dall'artista italiano Guido Dallò.
Il colore celeste è la miscela fra l'azzurro della divisa di calcio italiana e il blu della divisa di calcio francese, che le unifica nella squadra dei celestini e le rappresenta entrambe.

## Trama
Un gruppo di ragazzini si allena lontano da occhi indiscreti, per giocare alla pallastrada, un gioco simile al calcio dove le poche regole sono strutturate sull'ambiente urbano. Lentamente i giovani protagonisti sapranno convincere gli adulti che li circondano della bontà del loro sport, pieno di valori come rispetto, solidarietà e amicizia e con il loro sostegno potranno disputare partite di pallastrada in trasferta per tutto il mondo.

## Personaggi

### Personaggi principali

#### I Celestini/I Blu
- Lucifero: È il capitano e capocannoniere dei Celestini. È nato in Argentina, nel 1997, dall'unione dell'avvocato Ramon Arias Oler e da Eva Echevarne, reputata come una gran donna. Purtroppo il paese è sotto la dittatura del "regime dei tiranni" identificabile al periodo Peronista, contro il quale Ramon si batte attivamente; per mettere al sicuro il figlioletto, si rivolge ad Adelaide Bifferi, con la quale però ha perso i contatti causa la separazione di lei dal marito, che è la direttrice dell'istituto Riffler, una scuola privata di Banessa. Eva e Ramon riescono nel loro intento e il piccolo parte alla volta del vecchio continente; poco dopo, però Ramon è arrestato ed Eva viene assassinata, anche se l'omicidio viene fatto passare per un tragico incidente d'auto. Frattanto Sebastiano raggiunge Banessa e incomincia la sua vita all'istituto Riffler, dove il suo caratterino vivace e forte gli guadagnano il soprannome di Lucifero, storpiatura del nome con cui si fa conoscere: Lucio Tagano, matura inoltre la sua passione ed il suo talento per il calcio, ma nessuno sembra molto interessato a ciò; nel 2004, arrivano due fratelli gemelli, Gionni e Gianni Finezza, dei veri e propri artisti del calcio, con i quali Lucifero può condividere la sua passione; l'anno successivo, nel 2005 arriva anche Gabriel Douala, ragazzo indo-senegalese che si distingue subito per l'eccellente curriculum di studi e che gli fa guadagnare il soprannome di Memorino. Dapprima isolato, entra presto in contatto con Lucifero e i gemelli e diventa in pochissimo tempo il migliore amico di Lucifero. Proprio quando, un pomeriggio, quest'ultimo gli fa crollare una pila di libri e lui prontamente la rimonta, dimostrando abili doti calcistiche, Lucifero gli propone di entrare nel loro team. Con loro c'è anche Tony, il portiere, il classico "sfigato". Assieme alla sua squadra partecipa e vince i primi 2 mondiali di pallastrada, ma non gioca la finale del secondo, poiché torna in Argentina. È innamorato di Celeste, con la quale si fidanza nella prima stagione. È un ragazzo molto carismatico, pieno di amici e spavaldo in ogni situazione; tuttavia la mancanza della madre e del padre gli pesano molto e il ragazzino matura una fragilità emotiva che sfoga in diversi modi: piangendo nel sonno, chiudendosi in se stesso e facendo apparentemente il ribelle. Inoltre teme molto il giudizio dei compagni e nasconde loro molti aspetti della sua vita per non deluderli. A 17 anni, trasferitosi con suo padre Ramon che trova una nuova compagna, allenerà una nuova squadra di giovani talenti, La Team di Extreme Football (tra loro ci sarà anche il suo fratellastro Samuele, chiamato anche Samu).
- Memorino: Il suo vero nome è Gabriel, è la mente della squadra, infatti è un esperto di computer e un diligente scolaro. È il migliore amico di Lucifero, che impara presto a comprendere e, attraverso un accurato studio dei suoi comportamenti, riesce a trovare sempre il modo di aiutare e tirar fuori dai guai. È un ragazzo calmo, altruista e sensibile ma sente terribilmente la mancanza dei suoi genitori che lavorano come medici in Africa. Nella prima stagione si innamora di Celeste, ma vedendo che lei è interessata unicamente a Lucifero, lascia il posto all'amico e non confesserà i suoi sentimenti. Nella terza serie sostituirà un infortunato dei Sai Sai nella partita contro i Celti delle Highlands. Aiuterà Veronica, la nemica di Celeste, a creare una squadra, invano, finché quest'ultima non inizierà a intralciare i Celestini con sporchi trucchi e inganni.
- Celeste: È conosciuta anche come la "contessina Riffler"; infatti suo nonno è il fondatore dell'Istituto dove abitano Memorino, Lucifero, i gemelli Finezza e in seguito Jeremy. È la portiera dei Celestini e nella prima stagione sostituirà Tony, da qui diventerà la migliore amica di Memorino e in seguito di Samira, poiché le due sono le uniche due ragazze in squadra, inoltre si innamorerà di Lucifero con cui si fidanzerà durante la prima stagione e nella terza si scambieranno il primo bacio. È una ragazza tosta e decisa che non si fa mettere i piedi in testa da nessuno, proviene da una famiglia molto agiata, ma non è una ragazza snob anzi non sopporta i suoi genitori che non hanno mai tempo da dedicarle. È figlia unica e a casa passa tutto il tempo con sua nonna, che crede erroneamente muta. Entra definitivamente in squadra nel secondo episodio della prima stagione parando un goal, salvando così la squadra da sconfitta certa. Durante gli allenamenti le squilla sempre il cellulare, cosa che fa non poco arrabbiare Lucifero. Era amica d'infanzia di Veronica, ma poiché Celeste cambiò scuola Veronica si sentì tradita perché era la sua migliore amica, perciò da quel momento i rapporti si guastarono.
- Gianni e Gionni Finezza: Sono due importanti membri dei Celestini. Resteranno nella squadra soltanto nella prima stagione poiché all'inizio della seconda giocheranno in una squadra locale di calcio professionistico ma torneranno nella terza serie anche se nelle ultime puntate Gionni verrà reclutato da una squadra inglese e non potrà giocare la finale. Sono molto uniti e dimostrano un carattere sensibile ma al contempo scherzoso e socievole. Sono i primogeniti di una famiglia numerosa e in campo sono in grado di eseguire il famoso "colpo segreto" e sono capaci di dribbling micidiali. Nella terza stagione si scopre anche l'interesse di Gianni per Liraz, giocatrice delle squadra dei Faraoni Del Fiume Nilo.
- Samira: Farà la sua comparsa nella seconda stagione ed entrerà facilmente in squadra insieme a Jeremy travestita da ragazzo, dimostrerà le sue doti in una selezione; sarà fidanzata con Jeremy nella terza stagione. È la migliore amica di Celeste e Memorino e assomiglia un po' a quest'ultimo; infatti dimostra sempre un lato calmo e socievole ma in campo non si risparmia mai. Diventerà il capocannoniere nella seconda stagione battendo Jeremy e Lucifero.
- Jeremy: È un giocatore dei Celestini ed entrerà in squadra nella seconda stagione. È un ragazzo molto furbo e sempre pieno di inventiva che dimostra di possedere anche in campo facendo goal spettacolari. Inizialmente non ha un buon rapporto né con Memorino, poiché hanno caratteri opposti, né con Lucifero non ancora abituatosi alla sostituzione dei gemelli Finezza. Innamorato di Samira confessa i suoi sentimenti scoprendo che l'interesse era reciproco. Si fidanzeranno in seguito nella terza stagione. Presto scoprirà che ha un fratellastro Didi un giocatore dei Cinghialini Magici. Dei componenti dei Celestini, è l'unico ad essere presente anche nella quarta stagione, dove resta amico di Draghetto e dei nuovi Celestini, ma ritenendoli ancora troppo piccoli per poter competere per il mondiale, entrerà a far parte di un'altra squadra, l'FC Golmetti;
- Draghetto: Nelle prime tre stagioni è uno dei piccoli tifosi dei Celestini ed è molto legato a tutti loro, in particolare a Lucifero. Ha talento come giocatore di pallastrada nonostante sia piccolo. Anche lui frequenta l'istituto Riffler dove la madre, la Sign. Wang, insegna musica. Alla fine della terza stagione entra a far parte dei Celestini. Nella quarta stagione diventa il nuovo protagonista della serie. Con l'aiuto dell'amica Bianca, riforma i Celestini con dei nuovi giocatori e diventa il capitano della squadra. Draghetto, Bianca, Franck, Kani e Assaad partecipano alle selezioni del nuovo campionato di street football a Banessa. È un po' testardo, altezzoso e troppo sensibile agli insulti sul suo essere basso, ma è un capitano coraggioso e determinato, oltre che un ottimo calciatore. Sua madre, la signora Wong, è un'insegnante di musica al Riffler Institute.
- Bianca: Giocatrice dei Celestini nella quarta stagione, Bianca è molto sensibile e gentile, nonché molto dotata nello street football. Nonostante i suoi 11 anni, a volte è un po' infantile. Ha un peluche di nome Zazou con il quale si confida prima di dormire la notte nella sua stanza. È amica di Kani ed è molto legata a Draghetto, tanto da considerarsi quasi fratello e sorella. Bianca è orfana ma è stata adottata, in un episodio della quarta stagione, dalla signora Wong, la madre di Draghetto, per evitare di essere adottata da un'altra famiglia adottiva e lasciare così l'istituto Riffler, i suoi amici e il calcio di strada.
- Franck: Il nuovo portiere dei Celestini nella quarta stagione, Franck è un timido e impacciato nerd con la passione per i telefoni. La sua famiglia è di origini Taiwanesi (il suo nome taiwanese è Lee Chun) e quando viveva ancora a Taipei giocava in un club di baseball. Per questo motivo ha l'abitudine di usare un guantone da baseball come guanto da portiere. Suo padre, per buona parte della stagione, rifiuta che possa giocare a calcio perché vorrebbe che si occupasse del ristorante di famiglia.
- Kani: La più agile dei Celestini nella stagione quattro, specializzata nei fortissimi tiri con cui segna la maggior parte dei suoi gol. È molto permalosa e capricciosa e si arrabbia facilmente. Ha dovuto lasciare il college che frequentava per studiare e vivere al Riffler quando i suoi genitori si sono trasferiti in campagna, gesto che all'inizio della quarta stagione vive come un tradimento nei suoi confronti. Le sue ex compagne di college fonderanno una squadra di street football senza includerla, le Double X, anche questo evento ferirà i suoi sentimenti. Prova dei sentimenti per Jeremy, ricambiata.
- Assaad: Il giocatore più veloce dei nuovi Celestini, è anche il migliore amico di Draghetto e frequenta anche lui l'istituto Riffler. È immigrato a Banessa dal Medio Oriente su una barca che naufragò durante il tragitto insieme alla sua famiglia, dalla quale è stato separato. Il naufragio lo ha segnato profondamente, infatti ha paura dell'acqua.

#### Personaggi secondari
- Squalo: Ragazzo dal volto molto affilato che dimostra la sua astuzia e la sua genialità, non per niente è il capitano degli Squali del Porto. È l'organizzatore delle partite dei Celestini e colui che li ha introdotti alla pallastrada, nonché il capo indiscusso di Pallastrada di Banessa, che conosce come le sue tasche. Nella seconda serie, nell'episodio 10, viene festeggiato dalle squadre di Banessa per il suo 15º compleanno.
- Tony Lopez: Appare solo nella prima stagione, è un ragazzino viziato e fifone e non va molto d'accordo con i Celestini nonostante lui sia il portiere, in seguito verrà sostituito da Celeste. Si unirà a Ben il capitano dei Fantasmi della Città e spesso aiuterà quest'ultimo per creare difficoltà ai Celestini.
- Ben: È il nemico dei Celestini nella prima stagione ed è il capitano dei Fantasmi della Città e gioca sempre sporco. Usa affibbiare molti soprannomi ai suoi avversari, in particolar modo a Celeste chiamandola "Celestina", "dolcezza" e il più delle volte "piccola". Ha avuto un'infanzia molto difficile e alla fine della prima serie diventerà "amico" di Lucifero. Non appare nella seconda serie, ma solo nella 5 puntata della terza serie tornando da Torino per sostituire i gemelli Finezza impegnati in una partita di calcio professionistico.
- Baffetti: Ispettore di polizia. Sebbene sia generoso e gentile con i ragazzi, è molto ligio alle regole: infatti nella prima stagione vuole arrestare tutti quelli che giocano a pallastrada. Tuttavia, nella seconda stagione diventa amico dei Celestini.
- Veronica: Nemica di Celeste, anche se all'inizio della loro infanzia le è amica. Stranamente odia Lucifero, dopo essere stata rifiutata nella sua squadra. Nel corso della seconda stagione cercherà in tutti i modi di tagliare fuori i Celestini dal mondiale ma verrà scoperta e sarà espulsa dai Diavoli Rossi, squadra in cui gioca. Tornerà nella terza serie creando non pochi problemi ai Celestini. In questa stagione giocherà come riserva degli Ocean Seven che costringerà ad ubbidire ai suoi ordini forte di conoscere il loro segreto, ma dopo aver conosciuto Ramon, padre di Lucifero, ed essersi commossa della sua storia, deciderà di rivelarlo causando la squalifica degli Ocean. Nel corso della terza serie inizierà a sentirsi sola, con il bisogno di avere amici e cambiare, cosa che farà dopo aver incontrato Ramon scusandosi con i Celestini. Inoltre li aiuterà durante la finale facendo ricordare loro l'importanza dello spirito di squadra.
- Alex: È uno studente di San Remigio, braccio destro di Veronica è giocatore dei Diavoli Rossi. Aiuterà Veronica nei suoi malefici piani.

### Altri
- Crono: custode dell'Istituto ed ex campione di calcio. Arbitra le partite del Mondiale di pallastrada ed aiuta i Celestini in più di un'occasione. È stato l'allenatore di Luis Orlando quando era bambino. Infatti è proprio lui che ha chiesto a all'ex campione di calcio, essendo anche suo amico, di organizzare il mondiale di pallastrada.
- Adelaide Biffery: direttrice della scuola di Lucifero e degli altri ragazzi, l'istituto Riffler, è severa e materna allo stesso tempo, è sempre al corrente di tutto ciò che succede dentro e fuori dalla scuola, adora Lucifero. Si batte attivamente per non far cadere l'istituto nelle mani del sindaco come si vede nella prima stagione e sempre nella prima stagione impedirà ai celestini di arrendersi.
- Luis Orlando: chiamato il Grande Mister dai partecipanti al mondiale è la controparte del Grande Bastardo del libro di Benni. È un ex giocatore di calcio, ora presidente dell'associazione no profit Bambini del Mondo (BDM). Ha organizzato lui il mondiale di pallastrada su richiesta di Crono, che l'aiutò ad organizzare i centri della sua associazione, come giusto scambio di favori.
- Cartoon: è il portiere degli Squali del Porto, ed è grazie a lui che nell'episodio 22 minuti spaccati porterà un pallone nuovo a Squalo che farà riprendere la partita fra i Celestini e i Bulldog dove uscirà vincitrice la squadra protagonista del cartone animato.
- Didi: è il fratellastro di Jeremy e giocatore dei Cinghialini magici, nella partita fra i due fratelli Didi subirà molti falli da Jeremy ma quest'ultimo si pente delle sue azioni e farà giocare Didi con i Celestini contro la Salamandre urbane dove segnerà di rovesciata che porterà la vittoria ai Celestini.
- I Blu Totali: sono tre fan dei Celestini molto indisciplinati, che per poco non facevano squalificare i loro beniamini dal mondiale.
- Gilberto: è un barbiere di Banessa che nella prima stagione odia a morte la pallastrada ma cambierà idea vedendo che il suo bulldog Gel che ha problemi cardiaci, la apprezza molto. Dopo che i Celestini sono diventati i campioni del mondo diventa il loro fan numero uno e formerà un club dei tifosi della squadra del quale sarà presidente.
- Zanguezinho: è il capitano dei Meninos del Brasile; nella prima stagione perde nella finale del mondiale contro i Celestini. È un ottimo acrobata e un grande seduttore, nella seconda stagione rischia di lasciare la pallastrada perché suo padre non stava bene infatti ci volevano i soldi per l'operazione ma grazie alla madre di Celeste il padre viene operato, lui ritorna e la sua squadra si qualifica per il secondo mondiale. Dopo aver messo gli occhi su Celeste provoca la gelosia di Lucifero, con cui nonostante ciò manterrà sempre buoni rapporti.
- Tenaglia: è il sindaco di Banessa e rimarrà tale per tutta la durata della Serie. Nella Prima stagione mostrerà grande ostilità verso i Celestini e il Mondiale ma poi si ricrederà, tanto che nelle stagioni successive sarà un loro tifoso. Nella Terza stagione nell'episodio "Un Nuovo Sindaco" rischierà di perdere la sua carica ma alla fine riuscirà a vincere le elezioni.

## Doppiaggio italiano
Il doppiaggio è stato realizzato dalla Top digital S.r.l., con direzione di Elda Olivieri e dialoghi di Bruno Olivieri.
| Nome personaggio        | Doppiatore originale |
| ----------------------- | -------------------- |
| Lucifero                | Davide Garbolino     |
| Celeste                 | Giovanna Papandrea   |
| Gianni e Gionni Finezza | Cinzia Massironi     |
| Memorino                | Massimo Di Benedetto |
| Samira                  | Cinzia Massironi     |
| Jeremy                  | Luca Sandri          |
| Squalo                  | Paolo De Santis      |
| Crono                   | Marco Balzarotti     |
| Tony                    | Luigi Rosa           |
| Ben                     | Luca Sandri          |
| Sindaco                 | Mario Scarabelli     |
| Direttrice del Riffler  | Caterina Rochira     |
| Ag. Baffetti            | Riccardo Rovatti     |
| Signor Riffler          | Luca Bottale         |
| Signora Riffler         | Elda Olivieri        |
| Zanguezinho             | Renato Novara        |

## Lista episodi
| Stagione         | Episodi | Prima TV Francia | Prima TV Italia |
| ---------------- | ------- | ---------------- | --------------- |
| Prima stagione   | 26      | 2006             | 2005-2006       |
| Seconda stagione | 26      | 2008             | 2008            |
| Terza stagione   | 26      | 2010             | 2010            |
| Quarta stagione  | 26      | 2022             | 2022            |

## Internazionalità della serie
- Francia: Foot 2 Rue
- Spagna: Fútbol callejero
- Regno Unito: Street Football
- Italia: La Compagnia dei Celestini (dalla seconda stagione "Street Football")

## Videogiochi
Il 16 maggio 2008 è uscito il videogioco Street Football, ispirato alla serie televisiva, distribuito da Koch Media per Nintendo DS. Il gioco è una combinazione fra i generi calcio e piattaforme. Il 29 novembre 2009 è uscito Street Football II: Nuove Sfide per Nintendo DS e Street Football: Obiettivo Coppa del Mondo per Wii.